# Eupithecia sabulosata
Eupithecia sabulosata là một loài bướm đêm trong họ Geometridae.